# Cyril Gautier
Cyril Gautier (ur. 26 września 1987 w Plouagat) – francuski kolarz szosowy.
Mistrz Europy do lat 23 ze startu wspólnego w 2008 roku.

## Najważniejsze osiągnięcia
2008
- 1. miejsce w mistrzostwach Europy (do lat 23, start wspólny)

2010
- 1. miejsce w Route Adélie

2011
- 3. miejsce w Les Boucles du Sud Ardèche

2012
- 1. miejsce w klasyfikacji młodzieżowej Critérium International

2013
- 5. miejsce w Étoile de Bessèges
- 1. miejsce w Tour du Finistère

2014
- 6. miejsce w Paryż-Nicea
- 4. miejsce w Tour du Limousin
  - 1. miejsce na 2. etapie
- 4. miejsce w GP Ouest-France

2015
- 4. miejsce w La Drôme Classic

2016
- 1. miejsce w klasyfikacji górskiej La Méditerranéenne
- 1. miejsce w Paryż-Camembert

2017
- 1. miejsce w klasyfikacji górskiej i sprinterskiej Volta a la Comunitat Valenciana
- 2. miejsce w Route Adélie de Vitré
- 1. miejsce na 3. etapie Tour du Limousin

2019
- 1. miejsce w klasyfikacji górskiej Tour du Haut Var